# Cassagnes-Bégonhès
Cassagnes-Bégonhès é uma comuna francesa na região administrativa de Occitânia, no departamento de Aveyron. Estende-se por uma área de 30,93 km². Em 2010 a comuna tinha 948 habitantes (densidade: 30,6 hab./km²).